# Rosheim
Rosheim je občina v departmaju Bas-Rhin francoske regije Alzacija.
Leta 1990 je v občini živelo 4 016 oseb oz. 136 oseb/km².